# Ochodaeus miliaris
Ochodaeus miliaris är en skalbaggsart som beskrevs av Johann Christoph Friedrich Klug 1832. Ochodaeus miliaris ingår i släktet Ochodaeus och familjen Ochodaeidae. Inga underarter finns listade i Catalogue of Life.